# Misserghin
Misserghin là một đô thị thuộc tỉnh Oran, Algérie. Dân số thời điểm năm 2002 là 18.089 người.